# زمردی آمریکایی
زمردی آمریکایی (نام علمی: Cordulia shurtleffii) نام یک گونه از سرده زمردی‌های آمریکایی است.